# 吉约西丁·艾哈迈多夫
吉约西丁·艾哈迈多夫（1989年4月3日 - ）是一名乌兹别克斯坦举重运动员，身高1.72米。2010年，在广州亚运会中以355千克夺得男子105公斤级举重第六名。